# Ar-Rauda (Hama)
Ar-Rauda – miejscowość w Syrii, w muhafazie Hama. W 2004 roku liczyła 479 mieszkańców.